# Port lotniczy Seinäjoki
Seinäjoki (IATA: SJY, ICAO: EFSI) – regionalny port lotniczy położony 11 km na południe od Seinäjoki, w Finlandii.